# Città di Wyndham
La città di Wyndham è una Local Government Area che si trova nello Stato di Victoria. Essa si estende su una superficie di 541,6 chilometri quadrati e ha una popolazione di 161.575 abitanti. La sede del consiglio si trova a Werribee.